# HEOS-1
HEOS-1 (Highly Eccentric Orbit Satellite, englisch für: Satellit mit stark exzentrischer Umlaufbahn) war ein Satellit der europäischen Forschungsorganisation ESRO. In der Frühphase wurde der Satellit auch als HEOS-A bezeichnet.

## Aufgabe
Der Satellit HEOS-1 wurde mit dem Ziel entwickelt, eine Anzahl von Experimenten aufzunehmen, mit denen in einer Periode erwarteter hoher Sonnenaktivität das magnetische Feld und die Energieverteilung von Protonen und Elektronen erforscht werden sollte.
Der Satellit wurde für eine Lebensdauer von einem Jahr konstruiert. Hauptauftragnehmer des Satelliten waren die Junkers Flugzeug- und Motorenwerke aus Deutschland. Als Berater fungierte die Firma Lockheed Aircraft Deutschland. Weitere Auftragnehmer waren die Firmen BAC aus Großbritannien (Lageregelung), ETCA aus Belgien (elektrische Systeme) und Snecma aus Frankreich (Temperaturregelung).

## Aufbau

### Grundstruktur
Die Grundstruktur des Satelliten war ein Zylinder von ungefähr 130 cm Durchmesser und 70 cm Höhe. Er besaß auf der Oberseite einen axialen Ausleger, um die Magnetfeldsensoren und die Antennen in einem gewissen Abstand anbringen zu können. Die Oberfläche stellte ein 16-flächiges Polyeder dar und war bis zu 70 % mit Solarzellen belegt. Eine Äquatorzone in der Nähe der Schwerpunktfläche von 70 mm Breite war für den Einbau der Experimente- und Fluglagenmessfühler reserviert. Die restlichen freien Zylinderflächen waren mit einer Wärmeschutzschicht überzogen. Deckfläche und Grundfläche des Satelliten waren mit abnehmbaren Platten ausgestattet, welche die Satellitenzelle verstärken und zusätzliche Flächen für die Temperaturregelung darstellen. Die primäre Zelle bestand aus dem Satellitenadapter, dem achteckigen Mittelrohr und vier Auslegern, welche die Solarzellenpaneele trugen, die ihrerseits die äußere Fläche darstellten. Der dreibeinige Ausleger war auf drei Trägern am oberen Teil des achteckigen Rohres befestigt. Diese anpassungsfähige Konfiguration vermochte eine Vielzahl verschiedenartiger Experimente aufzunehmen, wobei nur wenige Änderungen vorgenommen werden mussten.

### Magnetische Auslegung
Aufgrund der Natur der Experimente wurde großer Wert auf die magnetische Reinheit des gesamten Satelliten gelegt. Magnesium, Aluminium und Titan waren die Hauptwerkstoffe der Grundstruktur. Herstellung und Handhabung wurden mit äußerster Sorgfalt vorgenommen, um so eine magnetische Verunreinigung zu vermeiden. Elektrische Schaltungen und Kabelbäume waren so ausgelegt, dass magnetische Streufelder nicht auftreten konnten. Alle Bauteile wurden unter dem Gesichtspunkt ausgewählt, die Verwendung magnetischer Werkstoffe auf ein Mindestmaß zu beschränken. Im Übrigen wurden umfangreiche Prüfversuche durchgeführt, um permanente und streumagnetische Felder zu ermitteln und zu verringern.

### Lageregelung
HEOS-A erhielt eine Spinstabilisierung, die es ermöglichte, die Spinachse in Bezug auf die Ebene der Ekliptik entweder parallel, senkrecht oder in einer beliebigen Zwischenstellung und ungefähr senkrecht zur Sonnenrichtung zu orientieren. Die Lagestabilisierung wurde unter Ausnutzung des Kreiseleffektes erzielt. Man ließ den Flugkörper mit einer Nenndrehzahl von 10/min um seine Längsachse rotieren. Die Anlage für die Spitzengeschwindigkeit wurde vom Boden gesteuert. Erhöhung oder Verringerung des Satellitenspins wurde hierbei durch ein Kaltgassystem bewirkt, dessen zwei Gasdüsen am „Äquator“ des Satelliten angeordnet waren. Die Neuausrichtung der Spinachse wurde entweder vom Boden aus gesteuert oder sie erfolgte über einen bordeigenen geschlossenen Regelkreis im Satelliten. Die Umorientierung der Spinachse geschah über eine impulsgesteuerte, eine Präzession erzeugende Kaltgasdüse an der Bodenkante des Satelliten.

### Stromversorgung
8576 photoelektrisch arbeitende Solarzellen aus Silizium und eine magnetisch reine Silber-Cadmium-Batterie von 5 Ah lieferten 42 W für alle Experimente, Telemetrie, Ladesteuerung und die Messsubsysteme. Außerdem sorgte die Stromversorgungsanlage dafür, dass alle Verbraucher ihre nach Bedarf geregelte Spannung erhielten. Die Stromverteilung erfolgte über eine Verteilerbox. Während der Schattenperiode, die in der Nähe des Perigäums auftritt, wurde die Batterie verwendet.

### Temperaturregelung
Für die Einhaltung der Temperaturen innerhalb der zulässigen Grenzen während der Startvorbereitungen, der Aufstiegsphase sowie während des Betriebs wurde ein passives System benutzt. Während des Normalbetriebes lagen die Temperaturen möglichst nahe am optimalen Wert. Es wurden drei Zustände auf der Umlaufbahn berücksichtigt: (A) volle Sonnenstrahlung: den größten Teil seiner Betriebslebensdauer verbrachte der Satellit im Sonnenlicht; (B) kurze Verfinsterung: Sie betrug maximal 45 Minuten. Während dieser Zeit blieben alle Experimente und Subsysteme in Betrieb; (C) lange Verfinsterung: bis zu 4,5 Stunden; während dieser Zeit waren alle Geräte mit Ausnahme des Empfängers für die Befehlsaufnahme und seiner Stromversorgung abgeschaltet.

### Telemetrie
Ein integriertes Transpondergerät von 5,5 kg Gewicht und 20 Watt Leistung wurde gleichzeitig für Telemetrie, Fernsteuerung und Bahnverfolgung benutzt. Das System empfing Digitaldaten auf 63 Kanälen und Analogdaten auf 64 Kanälen, die zeitlich nacheinander zugewiesen wurden. Im Einklang mit den ESRO-Bodenstationen wurde eine Sendefrequenz von 136 bis 138 MHz gewählt. Die Rundstrahlantenne war so ausgelegt, dass sie bei einer Sendeleistung von 5,5 Watt einwandfreien Empfang von Satelliten ermöglichte und zwar für jede Fluglage bis zu einem Apogäum von 300.000 km. Für die Befehlsübermittlung wurde ein Standard-Tonuntersystem benutzt, mit dem bis zu 70 verschiedene Befehle auf der Frequenz von 145,25 MHz übertragen wurden.

## Experimente
Die Experimente an Bord des Satelliten hatten ein Gesamtgewicht von 25 kg und einen elektrischen Leistungsbedarf von 7,5 W. Es handelte sich dabei um folgende Experimente:
- Max-Planck-Institut für extraterrestrische Physik (Deutschland): „Ionenwolke“. Eine 8 kg schwere, mit Barium und Kupfer(II)-oxid gefüllte Kapsel wurde ausgestoßen; sie erzeugte in etwa 50 km Abstand vom Satelliten eine Ionenwolke
- Imperial College (Großbritannien): Messung des interplanetaren magnetischen Feldes
- Imperial College (Großbritannien): Messung der Einfallsrichtung von hochenergetischen Protonen der Höhenstrahlung
- Universität Brüssel (Belgien): Untersuchung der Winkelverteilung an solaren Protonen geringer Energie
- Centre d'Etudes Nucléaires de Saclay (Frankreich): Messungen von Protonen, Elektronen und kosmischer Alpha-Strahlung
- Universitäten von Bari und Rom (Italien): Fluss- und Energieverteilungsmessungen der positiven Komponente des Sonnenwindes
- Universität von Mailand (Italien) und Centre d'Etude Nucléaires Saclay (Frankreich): Messung von Elektronen zwischen 50 und 300 MeV in der primären kosmischen Strahlung

## Umlaufbahn
Die Bahnparameter der hochelliptischen Umlaufbahn wurden so gewählt, dass der Satellit trotz der gravitationsbedingten Störungen durch Mond und Sonne mindestens ein Jahr nicht in die Erdatmosphäre eintreten würde. Die Erdnähe lag über der nördlichen, die Erdferne über der südlichen Hemisphäre. Die Erdnähe blieb vom Start an gerechnet höchstens 90 Tage in einem Halbraum, der durch die Ebene begrenzt ist, welche senkrecht zur Sonnenrichtung steht und die den Erdmittelpunkt enthält. Dadurch war gewährleistet, dass der Satellit während der ersten drei Monate mindestens 24 Stunden pro Umlaufbahn außerhalb der Bugstoßwelle der Erde sein würde. Günstige Startfenster traten gegen Ende 1968 und am Anfang 1969 auf.

## Kooperation mit der NASA
Da die ESRO keine europäische Trägerrakete mit der notwendigen Leistung zur Verfügung hatte, wurde der Start durch die US-amerikanische NASA durchgeführt. Die ESRO war dabei die erste ausländische Organisation, die die NASA für eine Trägerrakete und den Start bezahlte, und HEOS-1 war der erste Satellit, der unter diesem Rahmenabkommen gestartet wurde.

## Missionsverlauf
Der Start von HEOS-1 erfolgte am 5. Dezember 1968 vom Cape Canaveral in den USA. Als Trägerrakete diente eine Delta E-1. Der Betrieb des Satelliten war 16 Monate lang völlig zufriedenstellend, danach traten die ersten Defekte auf. Von 1975 an war nur noch das Magnetfeld-Experiment einsatzfähig und die Telemetrie funktionierte nur noch zu 50 %. Am 28. Oktober 1975 trat der Satellit wieder in den Erdatmosphäre ein. Der Nachfolger HEOS-2 wurde am 31. Januar 1972 gestartet.